# Christof Geiß
Christof Geiß, también llamado Geiss Hahn o Geiß Hahn, (Alemania, Siglo XX) es un matemático alemán radicado en México.

## Biografía
Estudió matemáticas en la Universidad de Bayreuth, donde se diplomó en 1990 con un Diplomarbeit Darstellungsendliche Algebren und multiplicative Basen y en 1993 se doctoró. Su tesis doctoral Tame distributive algebras and related topics fue escrita bajo la supervisión de Wolfgang Erich Müller y José Antonio de la Peña. Se desempeña como profesor e investigador en la Universidad Nacional Autónoma de México (UNAM), donde estudió entre 1991 y 1992. En 1993 se convirtió en Investigador Asociado. Desde 2007 es Investigador Titular nivel C.
Su investigación se centra en álgebras de grupos en la teoría de Lie y su categorización, álgebras preproyectivas y quivers en combinación con matrices de Cartan simétricas.
En 2018, fue orador invitado con la charla Quivers con relaciones para matrices de Cartan simetrizables y teoría de Lie algebraica en el Congreso Internacional de Matemáticas.

## Publicaciones seleccionadas
- «Tame distributive 2-point algebras». Representations of Algebras: Sixth International Conference, August 19-22, 1992, Ottawa, Ontario, Canada 14. American Mathematical Society. 1993. pp. 193-204. ISBN 9780821860199.
- with Bernard Leclerc and Jan Schröer: Geiss, C.; Leclerc, B.; Schroer, J. (2005). «Semicanonical bases and preprojective algebras». Annales Scientifiques de l'École Normale Supérieure 38 (2): 193-253. arXiv:math/0402448. doi:10.1016/j.ansens.2004.12.001."Semicanonical bases and preprojective algebras" (PDF). Annales Scientifiques de l'École Normale Supérieure. 38 (2): 193–253. arXiv:math/0402448. doi:10.1016/j.ansens.2004.12.001. S2CID 15425070.
- with Bernard Leclerc and Jan Schröer: Geiss, Christof; Leclerc, Bernard; Schröer, Jan (September 2007). «Semicanonical bases and preprojective algebras II: A multiplication formula». Compositio Mathematica 143 (5): 1313-1334. arXiv:math/0509483. doi:10.1112/S0010437X07002977."Semicanonical bases and preprojective algebras II: A multiplication formula". Compositio Mathematica. 143 (5): 1313–1334. arXiv:math/0509483. doi:10.1112/S0010437X07002977.
- with Bernard Leclerc and Jan Schröer: Geiß, Christof; Leclerc, Bernard; Schröer, Jan (2006). «Rigid modules over preprojective algebras». Inventiones Mathematicae 165 (3): 589-632. Bibcode:2006InMat.165..589G. arXiv:math/0503324. doi:10.1007/s00222-006-0507-y."Rigid modules over preprojective algebras". Inventiones Mathematicae. 165 (3): 589–632. arXiv:math/0503324. Bibcode:2006InMat.165..589G. doi:10.1007/s00222-006-0507-y.
- with Bernard Leclerc and Jan Schröer: Geiß, Christof; Leclerc, Bernard; Schröer, Jan (2007). «Auslander algebras and initial seeds for cluster algebras». Journal of the London Mathematical Society 75 (3): 718-740. ISSN 0024-6107. arXiv:math/0506405. doi:10.1112/jlms/jdm017."Auslander algebras and initial seeds for cluster algebras". Journal of the London Mathematical Society. 75 (3): 718–740. arXiv:math/0506405. doi:10.1112/jlms/jdm017. ISSN 0024-6107. S2CID 2412648.
- with Bernard Leclerc and Jan Schröer: Andrzej Skowroński, ed. (2008). «Preprojective algebras and cluster algebras». Trends in representation theory of algebras and related topics. European Mathematical Society. pp. 253-283. ISBN 978-3-03719-062-3.(2008). "Preprojective algebras and cluster algebras". Trends in representation theory of algebras and related topics. European Mathematical Society. pp. 253–283. ISBN <bdi>978-3-03719-062-3</bdi>.
- with Bernard Leclerc and Jan Schröer: Geiß, Christof; Leclerc, Bernard; Schröer, Jan (2011). «Kac–Moody groups and cluster algebras». Advances in Mathematics 228 (1): 329-433. arXiv:1001.3545. doi:10.1016/j.aim.2011.05.011."Kac–Moody groups and cluster algebras". Advances in Mathematics. 228 (1): 329–433. arXiv:1001.3545. doi:10.1016/j.aim.2011.05.011.
- with Bernard Leclerc and Jan Schröer: Geiss, Ch.; Leclerc, B.; Schröer, J. (2013). «Cluster algebras in algebraic Lie theory». Transformation Groups 18: 149-178. arXiv:1208.5749. doi:10.1007/s00031-013-9215-z.; Leclerc, B.; Schröer, J. (2013). "Cluster algebras in algebraic Lie theory". Transformation Groups. 18: 149–178. arXiv:1208.5749. doi:10.1007/s00031-013-9215-z.